# Ernst Schäfer (Jurist)
Ernst Schäfer (* 13. Oktober 1882 in Marburg; † 9. Juli 1945 in Rothenburg ob der Tauber) war ein deutscher Jurist und Ministerialdirigent.

## Leben
Schäfer war der Sohn eines Oberrealschullehrers. Er legte 1901 die Reifeprüfung in seiner Heimatstadt ab. Anschließend absolvierte er ein Studium der Rechtswissenschaft an den Universitäten Berlin und Marburg, das er 1904 mit der ersten juristischen Staatsprüfung abschloss. Nach dem Rechtsreferendariat bestand er 1909 die zweite juristische Staatsprüfung. Er trat 1909 als Gerichtsassessor in Marburg in den Justizdienst ein und war ab 1911 Amtsgerichtsrat am Amtsgericht Kiel. Während des Ersten Weltkrieges war er ab 1917 u. a. Hilfsreferent im Reichsamt des Innern und als Referent am Reichsschiedsgericht für die Kriegswirtschaft. Im Juli 1918 kehrte er in den Justizdienst zurück und wurde 1919 Richter am Landgericht Kiel.
Hier wurde er 1920 zum Landgerichtsrat, wo er an der Universität Kiel auch Vorlesungen zum Straf- und Prozessrecht hielt. Von 1919 bis 1921 gehörte er der DDP an.
Im Frühjahr 1921 trat er in den Dienst des Preußischen Justizministeriums ein, wo er im Mai 1921 zum Ministerialrat und 1927 zum Ministerialdirektor befördert wurde. Er wurde mit der preußischen Strafrechtsreform betraut. Von 1921 bis 1929 war er stellvertretender Bevollmächtigter Preußens zum Reichsrat.
Im April 1929 wurde er als Nachfolger von Erwin Bumke zum Ministerialdirigenten befördert und im Reichsjustizministerium Leiter der Abteilung II (Strafgesetze, -verfolgung). Ab 1937 gehörte er der Arbeitsgemeinschaft für Jugendstrafrecht der Akademie für Deutsches Recht an. Nachdem Otto Georg Thierack im August 1942 Reichsjustizminister geworden war, beantragte der als republikanisch und katholisch geltende Schäfer seine Versetzung in den Ruhestand. Krankheitsbedingt schied er Anfang März 1943 aus dem Amt.

## Werke
- Strafgesetzbuch für das Deutsche Reich, Gesetz zum Schutz der Republik, Geldstrafengesetz, Militärstrafgesetzbuch u. a. strafrechtl. Nebengesetze d. Reiches u. Preußens mit d. Bestimmungen über d. bedingte Strafaussetzung, G. Stilke, Berlin 1922 (zusammen mit Fritz Hartung)
- Strafrecht und Strafprozeß, G. Stilke, Berlin 1924 (zusammen mit Fritz Hartung)
- Notwirtschaftliche Gesetze und Verordnungen des Reichs nach dem Stand vom 15. Juli 1924 nebst d. amtl. Begründg zu d. wichtigsten Verordngn sowie d. Ausführungsbest. d. Reichs u. Preußens / Zsgest. mit Einleitg u. Sachreg. Ernst Schäfer, G. Stilke, Berlin 1924
- Die Strafgesetzgebung der Jahre 1931 bis 1935 / Hrsg. u. erl.: Ernst Schäfer; Hans v. Dohnanyi, Mohr, Tübingen 1936 (gehört zu: Das Strafgesetzbuch für das Deutsche Reich)